# Placówka Straży Granicznej II linii „Zaręby”
Placówka Straży Granicznej II linii „Zaręby” – jednostka organizacyjna Straży Granicznej pełniąca służbę wywiadowczą na granicy polsko-niemieckiej w okresie międzywojennym.

## Formowanie i zmiany organizacyjne
Rozporządzeniem Prezydenta Rzeczypospolitej Polskiej Ignacego Mościckiego z 22 marca 1928 roku, do ochrony północnej, zachodniej i południowej granicy państwa, a w szczególności do ich ochrony celnej, powoływano z dniem 2 kwietnia 1928 roku Straż Graniczną.
Rozkazem nr 1 z 12 marca 1928 roku w sprawach organizacji Mazowieckiego Inspektoratu Okręgowego Naczelny Inspektor Straży Celnej gen. bryg. Stefan Pasławski określił strukturę organizacyjną komisariatu SG „Myszyniec”.
Rozkazem Mazowieckiego Inspektora Okręgowego nr 6 z 15 maja 1928 posterunek informacyjny „Olszyny” podporządkowany został etatowo placówce II linii „Krukowo”.
Rozkazem nr 9 z 18 października 1929 roku w sprawie reorganizacji Mazowieckiego Inspektoratu Okręgowego dowódca Straży Granicznej płk Jan Jur-Gorzechowski, na bazie podkomisariatu „Krukowo”, powołał komisariat Straży Granicznej „Krukowo” określił numer i strukturę. Placówka Straży Granicznej II linii „Krukowo” weszła w jego skład. Rozkazem nr 1 z 25 lutego 1932 roku w sprawach organizacyjnych komendant Straży Granicznej płk Jan Jur-Gorzechowski przeniósł komisariat i placówkę II linii do Zaręb.
Z dniem 26 kwietnia 1932 zniesiony został posterunek SG „Borowe Łąki”.
Z dniem 15 września 1934 został zniesiony posterunek SG „Baranowo”.

## Kierownicy/dowódcy placówki
| stopień    | imię i nazwisko         | okres pełnienia służby | kolejne stanowisko    |
| ---------- | ----------------------- | ---------------------- | --------------------- |
| przodownik | Aleksander Strzeszewski | 1 X 1928 – 23 VII 1930 | do komisariatu „Lwów” |